# 1975 рік у науковій фантастиці
1975 рік у науковій фантастиці ознаменувався цілою низкою подій.

## Вперше опубліковані романи
1. Жан Дютур[fr] (фр. Jean Dutourd) «2024-й рік[fr]» (фр. «L'Espionne galactique») (Франція)[2]
2. Андре Нортон (англ. Andre Norton) «Валет снів» (англ. «Knave of Dreams») (США)[3]
3. Роберт Шеклі (англ. Robert Sheckley)  «Варіанти вибору» (англ. «Options»)  (США)[4]
4. Джон Браннер (англ. John Brunner) «Вершник на хвилі шоку[en]» (англ. «The The Shockwave Rider») (Велика Британія)[5]
5. Джеймс Баллард (англ. J. G. Ballard)  «Висотка» (англ. «High-Rise») (Англія) [6]
6. Баррі Н. Молзберґ (англ. Barry N. Malzberg)  «Галактики» (англ. «Galaxies»)  (США)[7]
7. Джон Краулі (англ. John Crowley)  «Глибина[en]»  (США)[8]
8. Семюел Р. Ділейні-молодший (англ. Samuel R. Delany) — «Далґрін[en]» (англ. «Dhalgren»)  (США)[9]
9. Стівен Кінг «Лот Салему» (англ. «Salem's Lot») (США)[10]
10. Джоанна Расс (англ. Joanna Russ) — «Жіночий чоловік» (англ. «The Female Man»)  (США)[11]
11. Кетрін Маклін (англ. Katherine MacLean) «Загублений» (англ. «Missing Man») (1975) (США)[12]
12. Альфред Бестер (англ. Alfred Bester) — «Зв'язок через комп'ютер» (англ. «The Computer Connection»)  (США)[13]
13. Артур Ч. Кларк (англ. John Brunner) «Імперська Земля» (англ. «Imperial Earth: A Fantasy of Love and Discord») (Шрі-Ланка)[14]
14. А. Бертрам Чендлер (англ. A. Bertram Chandler) — «Межа великої темряви[en]» (англ. «The Big Black Mark»)  (США)[15]
15. Аєн Вотсон[en] (англ. Ian Watson) «Набір Йони» (англ. «The Jonah Kit») (Англія)[16]
16. Андре Лавсі (англ. Andrew Lovesey) «Напівянголи» (англ. «Half angels», 1975) (Канада)[17]
17. Боб Шо (англ. Bob Shaw)  «Орбітсвіль» (англ. «Orbitsville»)  (Північна Ірландія)[18]
18. Джон Бойд «Планета Барнарда» (англ. «Barnard's Planet») (США)[19]
19. Масакі Ямада (яп. 山田正紀) «Полювання на богів[ja]» (яп. «神狩り») (Японія)[20]
20. Майкл Бішоп (англ. Michael Bishop)  — «Похорон вогняних очей» (англ. «A Funeral for the Eyes of Fire») (1975) (США)[21]
21. Алан Дін Фостер (англ. Alan Dean Foster) — «Серединний світ[en]» (англ. «Midworld»)  (США)[22]
22. Джильда Муза (італ. Gilda Musa) «Сімейні хащі» (італ. Guingla domestica) (Італія)[23]
23. Роберт Сілвеберґ (англ. Robert Silverberg) — «Стохастична людина» (англ. «The Stochastic Man»)  (США)[24]

### Вперше видані авторські збірки творів короткої та середньої форми
1. Пол Андерсон (англ. Poul Anderson) «Багато світів Пола Андерсона[en]» (англ. «The Many Worlds of Poul Anderson»), (США)[25].
2. Урсула К. Ле Ґуїн (англ. Ursula K. Le Guin) «Дванадцять румбів[en]» (англ. «The Wind's Twelve Quarters») (США)[26]
3. Кейт Вільгельм (англ. Kate Wilhelm)  «Коробка нескінченності» (англ. «The Infinity Box»)  (США)[27]
4. Кордвайнер Сміт (англ. Cordwainer Smith) «Найкраще Кордвайнера Сміта[en]» (англ. «The Best of Stanley G. Weinbaum») (США)[28]
5. Ларрі Нівен (англ. Larry Niven) «Оповіді відомого космосу: Всесвіт Ларрі Нівена[en]» (англ. «Tales of Known Space: The Universe of Larry Niven»), (США)[29].

### Вперше видані колективні антології
1. «Всесвіт 4» (англ. «Universe 4») (США) за редакцією Террі Карра[en][30].
2. «Найкраща наукова фантастика року: 3» (англ. «The Best Science Fiction of the Year #4») (США) за редакцією Террі Карра[en][31].
3. «Щорічна найкраща наукова фантастика світу: 1975» (англ. «The 1975 Annual World's Best SF») (США) за редакцією Дональда Е. Воллгайма та Арта Саха[en][32].
4. «Орбіта 13» (англ. «Orbit 16») (США) за редакцією Деймона Найта[33].
5. «Орбіта 14» (англ. «Orbit 17») (США) за редакцією Деймона Найта[34].

#### Критичні роботи на фантастичні теми

##### Критичні роботи про теми, сюжети та історію розвитку фантастики
1. Майра Барнс-Едвардс (англ. Myra Edwards Barnes}} «Мовознавство та мови у фантастиці» англ. «Linguistics and Languages in Science Fiction-Fantasy») (США)[35].
2. Волт Лі (англ. Walt Lee) «Довідковий посібник із фантастичних фільмів, том 3: П-З» (англ. «Reference Guide to Fantastic Films, Volume 3: P-Z») (Англія)[36].

##### Критичні роботи про життя та творчість письменників-фантастів
1. Джозеф Ф. Петроч (англ. Joseph F. Patrouch) «Наукова фантастика Айзека Азімова» (англ. «The Best Science Fiction of Isaac Asimov») (США)[37].
2. Брюс Ґіллеспі (англ. Bruce Gillespie) «Наукова фантастика Айзека Азімова» (англ. «Philip K. Dick: Electric Shepherd») (США)[38].

## Науково-фантастичні фільми, що вперше з'явилися на екранах
1. «Підлітки у Всесвіті» (рос. «Отроки во Вселенной») (Російська РФСР) — дитячий науково-фантастичний художній фільм, знятий режисером Річарда Вікторова за сценарієм Авнера Зака і Ісая Кузнецова[39].  Прем'єра фільму відбулася у 25 березня.
2. «Роллербол» (англ. «Rollerball» — американсько- британсько-австралійський гостросюжетний спортивний науково-фантастичний фільм, спродюсований і поставлений режисером Нормена Джуісона та створений за його ж сценарієм у спіавторстві з англійським письменником-фантастом Вільяма Гаррісона[en], заснованим на однойменному оповіданні останнього.[40]. Прем'єра фільму відбулася 25 червня, у США.

## Телесеріали, що вперше вийшли на телебаченні
| Назва            | Роки виходу    | Оригінальна назва                             | епізоди | Сезони | Примітки |
| ---------------- | -------------- | --------------------------------------------- | ------- | ------ | -------- |
| Людина-невидимка | 1975–1976 роки |                                               | 13      | 1      |          |
| Космос: 1999 рік | 1975–1977 роки |                                               | 48      | 2      |          |
|                  | 1975–1976 роки | Повернення на планету мавп                    | 13      | 1      |          |
|                  | 1975 рік       | Зміни                                         | 10      | 1      |          |
|                  | 1975 рік       | Небо                                          | 7       | 1      |          |
|                  | 1975–1977 роки | Вижили                                        | 38      | 3      |          |
| Золотий орак     | 1975–1977 роки | так. UFOロボグレンダイザーUFO robo Gurendaizā | 74      | 1      |          |
| Диво-жінка       | 1975–1979 роки | Диво-жінка                                    | 60      | 3      |          |

## Нові публікації журнали/фанзини/журнали
- Ексодус[de] публікувався з перервами дотепер

## Серія нових публікацій
- Командер Скотт[de],, 1975–1976, 42 романи-буклети

## Відбулися заходи
- 3. Єврокон
- 33. Волдкон, 14-17. серпень, Мельбурн ; Голова: Робін Джонсон, почесні гості: Урсула К. Ле Гуїн (профі) і Сьюзан Вуд (фанат) і Майк Гліксон (фанат) і Дональд Так

## Вручені премії фантастики
1. «Премія Г'юґо» (англ. «Hugo Award») (міжнародна) у номінаціях:
- «найкраще оповідання»
- «найкращу коротку повість»
- «найкраща повість»
- «найкращий роман»
- Найкращий професійний журнал[en]
- Найкращому письменнику-аматору
- Найкращому професійному митцю
- Найкращому митцю-аматору[en]

2. «Неб'юла» (англ. «Nebula Award») (США) у номінаціях:
- «найкраще оповідання»
- «найкращу коротку повість»
- «найкраща повість»
- «найкращий роман» тощо

3. «Локус» (англ. «Locus Award») (США) у номінаціях:
- «найкращий фантастичний роман»
- «найкраща оригінальна антологія чи збірка» «Astounding», редактор Гаррі Гаррісон
- «Найкраща наукова фантастика року: 2» (англ. «The Best Science Fiction of the Year #2») (США) за редакцією Террі Карра[en][41].
- «найкраща повість»[en]
- «найкращий твір короткої форми»[en]
- Найкращий фанзин — Локус
- Найкращий митець-аматор — Тім Кьорк[en]
- Наукращий критик — Річард Ґайз[en]

4. Премія Британської науково-фантастичної асоціації (англ. «British Science Fiction Association Award, BSFA Award») (Велика Британія) у номінаціях:
- «найкращий роман» тощо

5. Меморіальна премія імені Джона Кемпбелла (англ. John W. Campbell Memorial Award)
6. Премія Джона В. Кемпбелла найкращому новому письменнику-фантасту (англ. John W. Campbell Award for Best New Writer) Філіпу Плауґеру за роман «Епіцикл».
7. Меморіальна премія імені Едварда Е. Сміта «Небесний жайворонок» (англ. Edward E. Smith Memorial Award for Imaginative Fiction) — вручено Гордону Р. Діксону
Крім того, до Зали слави фантастики Першого фендому включений Дональд Воллгайм.

### Кінопремії
- Золотий глобус
  - Маленький принц – Алан Джей Лернер і Фредерік Лоу, найкраща музика до фільму
- Evening Standard British Film Awards
  - Джеймс Бонд 007 – Живи і дай померти – найкращий фільм

## Народилися
- Саладін Ахмед (англ. Saladin Ahmed), 4 жовтня 1975 року, Детройт, Мічиґан,  США)
- Крістофер Барзак[en] (англ. Christopher Barzak), 21 липня у Воррені, штат Огайо (США)
- Штефан Бурбан[de] (нім. Stefan Burban), 22 серпня у місті Швабський Гмюнд,  землі Баден-Вюртемберг (Німеччина
- Френк Хеббен[de] (нім. Frank Hebben),  у місті Нойс, земля Північний Рейн-Вестфалія (Німеччина
- Г'ю Гоуї (англ. Hugh Howey), нар. 23 червня 1975, Шарлотт, Північна Кароліна, США)
- Ніклас Пайнеке[de] (нім. Niklas Peinecke), у Ганновері (Німеччина)
- Олівер Плашка[de] (нім. Oliver Plaschka), 30 червня в Шпаєрі,  земля Рейнланд-Пфальц] (Німеччина)
- Томас Плішке[de] (нім. Thomas Plischke), 20 травня у Людвігсгафен-на-Рейні,  земля Рейнланд-Пфальц] (Німеччина)
- Чері Пріст (англ. Cherie Priest), 30 липня, м. Тампа, Флорида, США)
- Браян Френсіс Слеттері[en] (англ. Brian Francis Slattery), 6 лютого в Ітаці, штат Нью-Йорк (США)
- Ґевін Сміт[en] (англ. Gavin Smith),  у Данді, Огайо (США)
- Дейвід Волтон[en] (англ. David Walton), 26 жовтня у США

## Померли
- Джеймс Бліш (англ. James Blish) (США, Велика Британія, нар. 1921), 30 липня у Хенлі-на-Темзі, Англія, Велика Британія
- Дьєрдь Ботонд-Боліч (угор. Botond-Bolics György) (Угорщина, нар. 22 жовтня 1913, Арад), 8 січня 1975, в Будапешті , Угорщина
- Анатолій Дніпров (англ. James Blish) (Україна, Російська Федерація, нар.  1919)
- Пол Селестин Еттігоффер[de] (нім. Paul Coelestin Ettighoffer) (Німеччина, нар.  1896)
- Една Мейн Халл[en] (англ. Edna Mayne Hull) (нар. 1905)
- Джозеф Е. Келлам[en] (англ. Joseph E. Kelleam) (нар. 1913 р.)
- Маррі Лайнстер (англ. Murrey Leinster) (США, нар. 1896)
- Олександр Меєров (укр. Олександр Олександрович Меєров) (Україна, Російська Федерація, нар. 1915)
- Річард С. Шейвер (англ. Richard Shaverh) (США, нар. 1907)
- Людвіг Турек[de] (нім. Ludwig Turek) (Німеччина, нар.  1898)
- Пер Вальо (швед. Per Wahlöö) (Швеція, нар. 1926)

1. Артур Дж. Беркс[de] (англ. Arthur J. Burks)  (США) (нар. 1898), 13 травня, Ланкастер, штат Пенсильванія, США
2. Альберт Карл Бурместер[de] (нім. Albert Karl Burmester) (Німеччина) (нар. 1908), 19 березня, Бремен, Бремен, Федеративна Республіка Німеччина

## Цього року дебютували у фантастиці[42]
1. Роберт Чарльз Вілсон (англ. Robert Charles Wilson) (США, Канада) (1953 — ) з короткою повістю «Рівнодійство» (англ. «Equinocturne») [43][44].
2. Моніка Г'юз[en] (англ. Monica Hughes) (1923 — 2005) з романом «Криза на Коншельфі 10[en]» (англ. «Crisis on Conshelf Ten») (США) (1975)[45]
3. Ґвінет Джоунз (англ. Gwyneth Jones) (Велика Британія) (1952 — ) з короткою повістю «Феліція» (англ. «Felicia») [46][47].
4. Джон Краулі (англ. John Crowley) (США) (1942 — ) з романом «Глибина[en]»  (англ. «The Deep») [48].